# 鳴海町
鳴海町（なるみちょう）は、かつて愛知県愛知郡にあった町。
現在の名古屋市緑区の一部（鳴海町・鳴子町・作の山町・鹿山・潮見が丘・久方・梅里・桃山・長根町・池上台・神の倉・曽根・六田・ほら貝・相川・篠の風・青山・古鳴海・太子・神沢・鳴丘・松が根台・浦里・黒沢台・乗鞍・左京山・漆山・旭出・高根台・万場山・上旭・滝ノ水・小坂・細口・平手北・鴻仏目・相原郷・大形山・鶴が沢・篭山・諸の木・藤塚・徳重・横吹町・鎌倉台・姥子山・尾崎山・鳥澄・若田・平子が丘・四本木・亀が洞・兵庫・鏡田・大清水・大清水西・砂田・平手南・八つ松・西神の倉・東神の倉・赤松・白土・境松・大将ケ根・水広など）である。
天白川の支流の扇川沿いにあり、東海道の宿場「鳴海宿」を中心とした町であった。平部地区には現在でも古い商家の町屋や長屋の建物が多少残っている。安永8年（1779年）から続く、猩々（しょうじょう）と呼ばれる鳴海町と周辺独自の巨大人形の伝統文化がある。

## 沿革
- 江戸時代初期 - この地域は愛知郡鳴海村であり、東海道の宿場「鳴海宿」が開かれる。
- 1608年（慶長13年） - 相原村が分離する。
- 1653年（承応2年） - 平手新田が開発される。
- 明治時代初期 - 鳴海村、相原村、平手新田が合併し、鳴海村となる。
- 1889年（明治22年） - 町制施行。鳴海町となる。
- 1948年（昭和23年） - 警察法により、自治体警察の鳴海町警察が発足。（愛知県の町では、1954年の現行警察法施行まで唯一残った自治体警察である。）
- 1953年（昭和28年） - 町村合併促進法が施行されると、名古屋市との合併が検討される。議会は賛成であったが、反対運動が激化。賛成派議員の拉致や賛成派住民に対する傷害事件も発生し、町長のリコール運動も発生する[要出典]。
- 1955年 （昭和30年） - 議会が内閣総理大臣へ審査請求提出するが、内閣総理大臣裁定は名古屋市への編入を否定するものであり、合併構想は白紙化となる。
- 1963年（昭和38年）4月1日 - 名古屋市に編入され、名古屋市緑区となる。

## 地理
町域の大半は尾張丘陵に位置する。

### 隣接自治体
- 名古屋市
  - 昭和区[3]
  - 南区
- 愛知郡
  - 日進町
  - 東郷村
  - 豊明町
- 知多郡
  - 有松町
  - 大高町

## 交通

### 鉄道
- 名鉄名古屋本線
  - 鳴海駅 - 左京山駅 - 有松駅[4] - 中京競馬場前駅
- 国鉄（現JR東海）東海道本線
  - 天白扇川橋梁付近を通過[5]

なお、2011年（平成23年）に延伸開業した名古屋市営地下鉄桜通線の駅のうち、緑区内の3駅（相生山・神沢・徳重）は、旧本町域に存在する。

## 教育

### 中学校
- 鳴海町立鳴海中学校

### 小学校
- 鳴海町立鳴海小学校
- 鳴海町立鳴海東部小学校
- 鳴海町立東丘小学校
- 鳴海町立平子小学校
- 鳴海町立鳴子小学校

## 施設

### 医療
- 鳴海町国民健康保険鳴海町民病院

### 娯楽
- 長栄座 - 映画館[6]。
- 鳴海東映 - 映画館[6]。
- 鳴海球場 - 野球場。1936年2月9日に日本職業野球連盟結成後初の公式戦となる名古屋金鯱軍対東京巨人軍の試合が開催された。

## 名所・旧跡・観光スポット
- 鳴海八幡宮
- 成海神社
- 有松天満社
- 瑞泉寺
- 鳴海城址
- 鳴海宿
  - 丹下町常夜燈
  - 平部町常夜燈
- 芭蕉供養塔（1694年（元禄7年）建立。松尾芭蕉供養塔としては最古）
- 芭蕉堂

## 著名な出身者
- 成田きん・蟹江ぎん（通称：きんさん・ぎんさん）
- 本郷谷健次（千葉県松戸市長）
- 伊藤史隆（アナウンサー）